# Douglas (papegøje)
 For alternative betydninger, se Douglas. (Se også artikler, som begynder med Douglas)
Douglas (født 29 juli 1967 i Brasilien[kilde mangler] – 23. februar 2019) var en lyserød hanara, der medvirkede som papegøjen Rosalinda i filmen Pippi Langstrømpe på de syv have fra 1970. 
Douglas blev importeret fra Brasilien til Sverige i 1967. Tre år senere medvirkede han som hunpapegøjen Rosalinda i den populære film Pippi Langstrømpe på de syv have. Douglas var i stand til at synge og sige et par dusin ord. 32 år efter filmen, i 2002, fik Douglas meget opmærksomhed i den svenske presse, da myndighederne overvejede at aflive ham, da hans ejer ikke havde formaliteterne i orden.  En anmodning om at lade Douglas leve bestod af over 50.000 underskrifter, herunder én fra skuespillerinden Inger Nilsson, der spillede Pippi Langstrømpe i filmen fra 1970. I sidste ende fik Douglas lov at leve, efter at den oprindelige ejer i Sverige udførte det rette papirarbejde, der viste, at han blev importeret lovligt fra Brasilien i 1967.
I 2005 blev Douglas flyttet til en lille zoologisk have i Malmø, hvor han indtil 2016 boede sammen med en hun blågul ara med navnet Gojan. Tidligt i 2016 tiltrak Douglas endnu en gang de svenske mediers og senere også de tyskes opmærksomhed. De svenske myndigheder havde igen planer om at aflive Douglas på grund af burets ringe størrelse på 3 m2, hvilket de syntes var for småt og ikke tillod ham at flyve. Myndighedernes krav var en voliere på mindst 30 m2, som den zoologiske have ikke var i stand til at honorere. Dyrehavens direktør, Frank Madsen, forsøgte at få en dispensation fra reglerne, da han mente at Douglas ikke var i stand til at flyve på grund af sin meget høje alder, og at det ikke var fornuftigt at afkorte hans resterende levetid. Da myndighederne ikke var villige til at gøre en undtagelse, vendte Madsen sig til pressen og modtog snart over 100 tilbud om et nyt hjem for Douglas og Gojan. I sidste ende blev Karlsruhe Zoo i Tyskland udvalgt, og i april 2016 leverede Madsen selv Douglas og Gojan til den zoologiske have i Karlsruhe, hvor de blev mødt med en offentlig velkomstfest.  
Fem måneder senere i september 2016 døde Gojan i en alder af 45 år, og den zoologiske have planlagde at parre Douglas med en anden ara.  Den nye partner blev Rubin, en 22 år gammel lyserød hunara, der ankom i oktober samme år.  Douglas døde af alderdom i Karlsruhe Zoo den 23. februar 2019, 51 år gammel.